# John Truxal
John G. Truxal (19 de fevereiro de 1924 - 16 de fevereiro de 2007) foi um engenheiro estadunidense, especialista em teoria de controle, professor da Stony Brook University.
Truxal foi membro da Academia Nacional de Engenharia dos Estados Unidos, conhecido por diversas contribuições à teoria de controle, pela qual recebeu o Prêmio Richard E. Bellman de 1991. Foi para o Polytechnic Institute of Brooklyn, onde foi professor e diretor do Departamento de Engenharia Elétrica em 1957.